# Hozo
Le hozo est une langue omotique, du groupe de langues mao (en), parlée en Éthiopie.